# Ladies' London Emancipation Society
Ladies' London Emancipation Society, var en brittisk organisation, grundad 1863. 
Syftet var att verka mot slaveri i USA. Det bedrev en informationskampanj under det pågående amerikanska inbördeskriget. Det var den första nationella abolitionistiska organisationen för kvinnor i Storbritannien. 